# Владимир Ардалић
Владимир Ардалић (Ђеврске, 9. новембар 1857 — Ђеврске, 25. новембар 1920) био је српски истраживач аматер, етнолог и приповедач.
Рођен је у православној свештеничкој породици. Био је службеник финансијске контроле, и председник сеоског већа. Руководио је археолошким ископавањима код Брибира и прикупљао и описивао народни живот и обичаје. По упутствима Анте Радића уредника Зборника за народни живот и обичаје Јужних Словена, који је издавала ЈАЗУ, обрадио је и објавио у Зборнику већи број прилога о народном животу Буковице, приповетке, песме, пословице, веровања, црте из народног приватног права, дајући значајан допринос, етнолошким, дијалектолошким и фолклорним истраживањима Далмације. Писао је и песме, цртице и репортаже са мотивима из народног живота.